# Semiothisa infuscaria
Semiothisa infuscaria là một loài bướm đêm trong họ Geometridae.